# Танлова
Танлова или Танлава (нен. Тана”лава) — река в Ямало-Ненецком автономном округе России, протекает по территории Надымского района. Один из правых притоков реки Надым, впадает в него на 216-м км от устья. Длина реки — 238 км, площадь водосборного бассейна — 6300 км². Средний расход воды — 60 м³/с.
Берёт начало на возвышенности Сатты и течёт сначала на юг, а затем на запад.
В бассейне насчитывается 315 водотоков, из которых пять рек длиной свыше 50 км. Это — Ченчераяха, Сандияха, Маретаяха, Вырылава и Нярьянеяха (все слева).

## Притоки
- 4 км: Тыдэпяяха
- 20 км: Няръянаяха
- 27 км: река без названия
- 30 км: Вырылава
- 32 км: река без названия
- 48 км: Маретаяха
- 57 км: река без названия
- 61 км: река без названия
- 68 км: река без названия
- 69 км: Сандияха
- 71 км: река без названия
- 77 км: Ченчераяха
- 83 км: Нямсайяха
- 96 км: Тюндеръяха
- Юръяха
- 110 км: Сидяяха
- 112 км: Латтапайяха
- 121 км: Лемберияха
- 125 км: Мярэяха
- 131 км: Катуяйяха
- 141 км: Мариэтта
- 158 км: река без названия
- 161 км: река без названия
- 173 км: река без названия
- 176 км: река без названия
- 183 км: река без названия
- 190 км: река без названия
- 191 км: река без названия